# Puplinge
Puplinge (toponimo francese) è un comune svizzero di 2 430 abitanti del Canton Ginevra.

## Storia
Il comune di Puplinge è stato istituito nel 1851 per scorporo da quello di Presinge.

## Monumenti e luoghi d'interesse

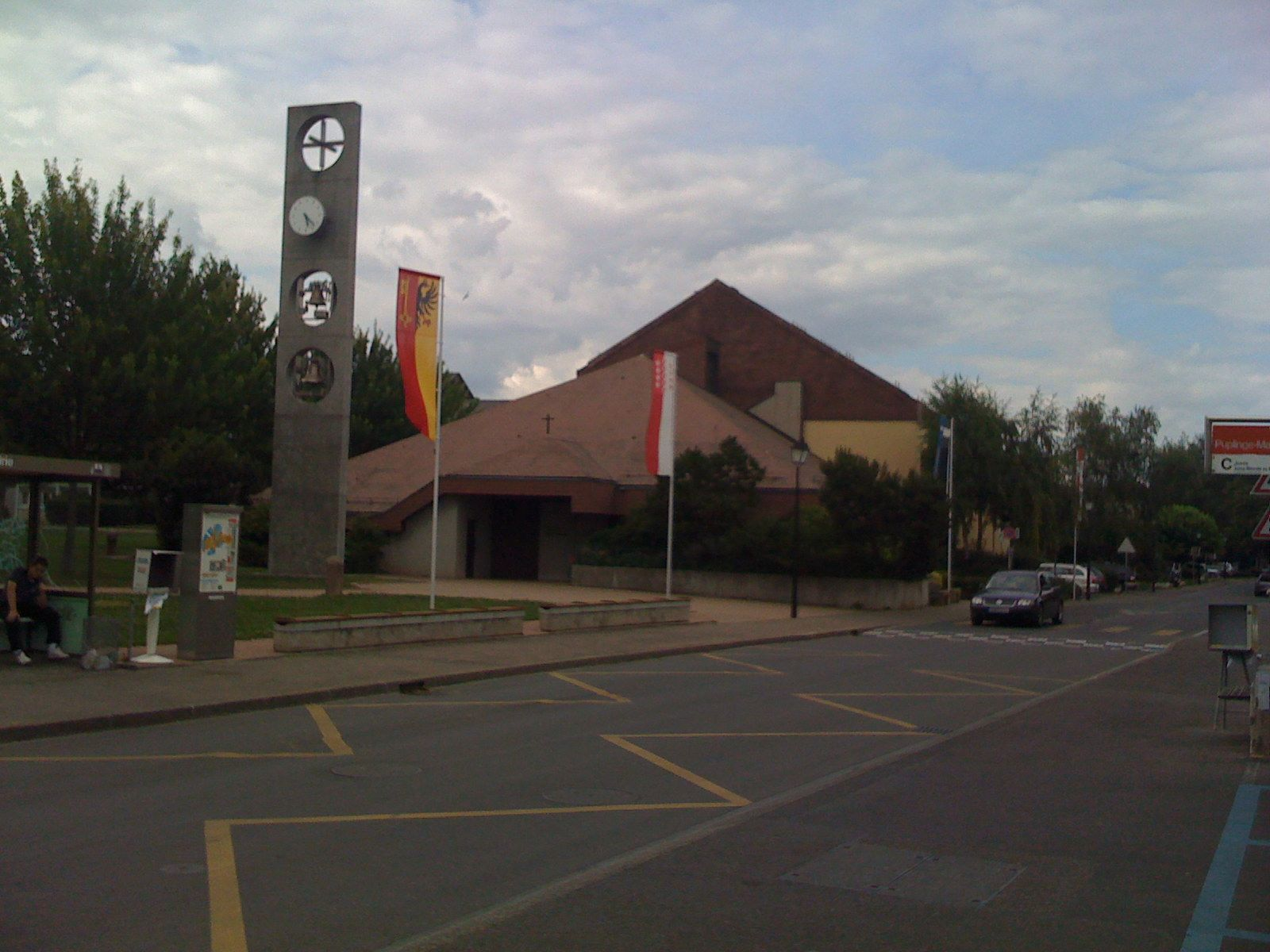
La chiesa ecumenica del Buon Pastore

- Chiesa ecumenica del Buon Pastore, eretta nel 1976[1].

## Società

### Evoluzione demografica
L'evoluzione demografica è riportata nella seguente tabella:
Abitanti censiti